# Schmiede (Wuppertal)
Schmiede ist ein Wohnplatz im Norden der bergischen Großstadt Wuppertal.

## Lage und Beschreibung
Der Wohnplatz liegt im Norden des Wohnquartiers Dönberg im Stadtbezirk Uellendahl-Katernberg an der Straße Ibacher Mühle auf einer Höhe von 299 m ü. NHN unmittelbar an der Stadtgrenze zu Velbert.
Benachbarte Orte sind neben Dönberg die Wohnplätze und Hofschaften Ibach, Neue Welt, Kobeshäuschen, Schnappbrücke, Peckeshütt, Pottstemmer, Fettenberg, Weißenhaus, Weißenibach, Schell, Junkernbruch und Jommerhönschen sowie die Velberter Ortschaften Staudt, Köttgen, Lippgeskothen, Lippersfeld, Straße und Obere und Untere Hageroth.
In der lokalen Mundart wurde der Ort als an de olle Schmitte (= an der alten Schmiede) oder em Kottstadter Busch bezeichnet.

## Geschichte
Im 19. Jahrhundert gehörte Schmiede zu den Außenortschaften der Bauerschaft und der Kirchengemeinde Dönberg in der Bürgermeisterei Hardenberg, die 1935 in Neviges umbenannt wurde. Damit gehörte es von 1816 bis 1861 zum Kreis Elberfeld und ab 1861 zum alten Kreis Mettmann. 
Der Ort ist auf der Topographischen Aufnahme der Rheinlande von 1824 als neu Schmit und auf der Preußischen Uraufnahme von 1843 unbeschriftet eingezeichnet. Auf Messtischblättern ist der Ort mit Schule beschriftet.
Mit der Kommunalreform von 1929 wurde der südliche Teil von Dönberg abgespalten und mit weiteren, außerhalb von Dönberg liegenden Nevigeser Ortschaften in die neu gegründete Stadt Wuppertal eingemeindet, der Rest Dönbergs mit Schmiede verblieb zunächst bei Neviges. Durch die nordrhein-westfälische Gebietsreform kam Neviges mit Beginn des Jahres 1975 zur Stadt Velbert und das restliche Dönberg wurde ebenfalls in Wuppertal eingemeindet.